# Салдадзе Давид Тенгізович
Давид Тенгізович Салдадзе (нар. 15 лютого 1978, Кутаїсі, Грузинська РСР) — український та узбецький борець, призер Олімпійських ігор. Молодший брат українського борця Георгія Салдадзе.

## Життєпис
Під час одного з чемпіонатів СРСР серед молоді з греко-римської боротьби, який проходив в Маріуполі тренери з Луганська Ельбрус Цахоєв (директор Луганського спортінтернату) і Олександр Чанкотадзе (засновник борцівського клубу «Богатир») проводили перегляд юних талантів. На цих змаганнях вони примітили Георгія Салдадзе, який приїхав на змагання з батьками. Вони запропонували йому переїхати до Луганська, вступити до спортінтернату і продовжити спортивну кар'єру вже в Україні. Батьки і сам Георгій погодилися. Через деякий час вже сам Георгій звернувся до Ельбруса Цахоєва з проханням прийняти на навчання його молодшого брата, Давида, який в той час ще жив в Кутаїсі.
Тренувався у Геннадія Узуна. Срібну олімпійську медаль Давид Салдадзе виборов на літніх Олімпійських іграх 2000 у важкій вазі, виступаючи за збірну України. За збірну України він виступав також на афінській Олімпіаді, де посів 16-те місце. На пекінській Олімпіаді Салдадзе представляв Узбекистан (14-те місце).

## Спортивні результати на міжнародних змаганнях

### Виступи на Олімпіадах
| Змагання                    | Збірна     | Вагова категорія                  | Місце  |
| --------------------------- | ---------- | --------------------------------- | ------ |
| Літні Олімпійські ігри 2000 | Україна    | греко-римська боротьба, до 97 кг  | Срібло |
| Літні Олімпійські ігри 2004 | Україна    | греко-римська боротьба, до 96 кг  | 16     |
| Літні Олімпійські ігри 2008 | Узбекистан | греко-римська боротьба, до 120 кг | 13     |

### Виступи на Чемпіонатах світу
| Змагання                        | Збірна     | Вагова категорія                  | Місце  |
| ------------------------------- | ---------- | --------------------------------- | ------ |
| Чемпіонат світу з боротьби 1998 | Україна    | греко-римська боротьба, до 97 кг  | Бронза |
| Чемпіонат світу з боротьби 1999 | Україна    | греко-римська боротьба, до 97 кг  | 13     |
| Чемпіонат світу з боротьби 2001 | Україна    | греко-римська боротьба, до 97 кг  | 18     |
| Чемпіонат світу з боротьби 2002 | Україна    | греко-римська боротьба, до 96 кг  | 16     |
| Чемпіонат світу з боротьби 2003 | Україна    | греко-римська боротьба, до 96 кг  | 4      |
| Чемпіонат світу з боротьби 2007 | Узбекистан | греко-римська боротьба, до 120 кг | 8      |
| Чемпіонат світу з боротьби 2009 | Узбекистан | греко-римська боротьба, до 96 кг  | 5      |
| Чемпіонат світу з боротьби 2010 | Узбекистан | греко-римська боротьба, до 96 кг  | 5      |

### Виступи на Чемпіонатах Європи
| Змагання                         | Збірна  | Вагова категорія                 | Місце  |
| -------------------------------- | ------- | -------------------------------- | ------ |
| Чемпіонат Європи з боротьби 1998 | Україна | греко-римська боротьба, до 97 кг | 15     |
| Чемпіонат Європи з боротьби 1999 | Україна | греко-римська боротьба, до 97 кг | 4      |
| Чемпіонат Європи з боротьби 2000 | Україна | греко-римська боротьба, до 97 кг | 7      |
| Чемпіонат Європи з боротьби 2002 | Україна | греко-римська боротьба, до 96 кг | Бронза |
| Чемпіонат Європи з боротьби 2003 | Україна | греко-римська боротьба, до 96 кг | Бронза |
| Чемпіонат Європи з боротьби 2004 | Україна | греко-римська боротьба, до 96 кг | 4      |

### Виступи на Чемпіонатах Азії
| Змагання                       | Збірна     | Вагова категорія                  | Місце  |
| ------------------------------ | ---------- | --------------------------------- | ------ |
| Чемпіонат Азії з боротьби 2008 | Узбекистан | греко-римська боротьба, до 120 кг | Бронза |

### Виступи на Азійських іграх
| Змагання           | Збірна     | Вагова категорія                 | Місце  |
| ------------------ | ---------- | -------------------------------- | ------ |
| Азійські ігри 2010 | Узбекистан | греко-римська боротьба, до 96 кг | Бронза |

### Виступи на Кубках світу
| Змагання                    | Збірна  | Вагова категорія                  | Місце  |
| --------------------------- | ------- | --------------------------------- | ------ |
| Кубок світу з боротьби 2005 | Україна | греко-римська боротьба, до 120 кг | Бронза |

### Виступи на інших змаганнях
| Змагання                                                             | Збірна     | Вагова категорія                  | Місце  |
| -------------------------------------------------------------------- | ---------- | --------------------------------- | ------ |
| Кубок Вантаа з боротьби 1997                                         | Україна    | греко-римська боротьба, до 97 кг  | Золото |
| Олімпійський кваліфікаційний турнір з боротьби 2000 (Фаенца)         | Україна    | греко-римська боротьба, до 97 кг  | 7      |
| Олімпійський кваліфікаційний турнір з боротьби 2000 (Клермон-Ферран) | Україна    | греко-римська боротьба, до 97 кг  | 14     |
| Олімпійський кваліфікаційний турнір з боротьби 2000 (Ташкент)        | Україна    | греко-римська боротьба, до 97 кг  | Золото |
| Олімпійський кваліфікаційний турнір з боротьби 2000 (Колорадо)       | Україна    | греко-римська боротьба, до 97 кг  | Золото |
| Гран-прі Німеччини з боротьби 2003                                   | Україна    | греко-римська боротьба, до 96 кг  | Бронза |
| Золотий Гран-прі з боротьби 2006                                     | Узбекистан | греко-римська боротьба, до 120 кг | Срібло |
| Золотий Гран-прі з боротьби 2008                                     | Узбекистан | греко-римська боротьба, до 120 кг | 7      |
| Золотий Гран-прі з боротьби 2010 (Тбілісі)                           | Узбекистан | греко-римська боротьба, до 96 кг  | Золото |
| Золотий Гран-прі з боротьби 2010 (Баку)                              | Узбекистан | греко-римська боротьба, до 96 кг  | 5      |
| Турнір Г. Картозія і В. Балавадзе 2011                               | Узбекистан | греко-римська боротьба, до 120 кг | 5      |
| Кубок Президента Казахстану з боротьби 2011                          | Узбекистан | греко-римська боротьба, до 120 кг | 4      |
| Золотий Гран-прі з боротьби 2011 (Баку)                              | Узбекистан | греко-римська боротьба, до 96 кг  | 11     |
| Золотий Гран-прі з боротьби 2012 (Стамбул)                           | Узбекистан | греко-римська боротьба, до 120 кг | 11     |
| Олімпійський кваліфікаційний турнір з боротьби 2012 (Астана)         | Узбекистан | греко-римська боротьба, до 96 кг  | 5      |
| Олімпійський кваліфікаційний турнір з боротьби 2012 (Гельсінкі)      | Узбекистан | греко-римська боротьба, до 96 кг  | 19     |

### Виступи на змаганнях молодших вікових груп
| Змагання                                       | Збірна  | Вагова категорія                  | Місце  |
| ---------------------------------------------- | ------- | --------------------------------- | ------ |
| Чемпіонат Європи з боротьби серед юніорів 1995 | Україна | греко-римська боротьба, до 88 кг  | Золото |
| Чемпіонат Європи з боротьби серед юніорів 1996 | Україна | греко-римська боротьба, до 88 кг  | Золото |
| Чемпіонат світу з боротьби серед юніорів 1996  | Україна | греко-римська боротьба, до 88 кг  | Золото |
| Чемпіонат Європи з боротьби серед юніорів 1997 | Україна | греко-римська боротьба, до 115 кг | Золото |
| Чемпіонат світу з боротьби серед юніорів 1997  | Україна | греко-римська боротьба, до 115 кг | Бронза |
| Чемпіонат Європи з боротьби серед юніорів 1998 | Україна | греко-римська боротьба, до 115 кг | Золото |
| Чемпіонат світу з боротьби серед кадетів 1994  | Україна | греко-римська боротьба, до 83 кг  | Срібло |